# Chris Guccione
Christopher Luke Guccione, detto Chris (Melbourne, 30 luglio 1985), è un ex tennista australiano.

## Biografia
Italo-australiano di Melbourne, è riuscito ad entrare nella top-100 mondiale sia nel singolare che nel doppio maschile: in questa specialità ha vinto il primo dei cinque tornei conquistati in carriera a Newport nel 2010 insieme al connazionale Carsten Ball.
Nei tornei di doppio dello Slam il risultato più importante è stato il quarto di finale raggiunto agli US Open 2009 dove si è arreso ai gemelli Bob e Mike Bryan.

## Statistiche

### Singolare

#### Finali perse (2)
| Legenda                                                |
| ------------------------------------------------------ |
| Grande Slam (0)                                        |
| Tennis Masters Cup / ATP World Tour Finals (0)         |
| ATP Masters Series / ATP Masters 1000 (0)              |
| ATP International Series Gold / ATP World Tour 500 (0) |
| ATP International Series / ATP World Tour 250 (2)      |

| N. | Data            | Torneo                           | Superficie | Avversario in finale | Punteggio        |
| 1. | 6 gennaio 2007  | Adelaide International, Adelaide | Cemento    | Novak Đoković        | 3–6, 7–6(6), 4–6 |
| 2. | 12 gennaio 2008 | Sydney International, Sydney     | Cemento    | Dmitrij Tursunov     | 6(3)–7, 6(4)–7   |

### Doppio

#### Vittorie (5)
| Legenda                   |
| ------------------------- |
| Grande Slam (0)           |
| ATP World Tour Finals (0) |
| ATP Masters 1000 (0)      |
| ATP World Tour 500 (0)    |
| ATP World Tour 250 (5)    |

| Titoli per superficie | Titoli per superficie |
| --------------------- | --------------------- |
| Cemento               | 1                     |
| Erba                  | 4                     |
| Terra                 | 0                     |

| N. | Data           | Torneo                                         | Superficie | Compagno       | Avversari in finale                     | Punteggio              |
| 1. | 11 luglio 2010 | Hall of Fame Tennis Championships, Newport (1) | Erba       | Carsten Ball   | Santiago González Travis Rettenmaier    | 6–3, 6–4               |
| 2. | 13 luglio 2014 | Hall of Fame Tennis Championships, Newport (2) | Erba       | Lleyton Hewitt | Jonathan Erlich Rajeev Ram              | 7–5, 6–4               |
| 3. | 20 luglio 2014 | Colombia Open, Bogotà                          | Cemento    | Samuel Groth   | Nicolás Barrientos Juan Sebastián Cabal | 7–6(5), 6(3)–7, [11–9] |
| 4. | 27 giugno 2015 | Nottingham Open, Nottingham                    | Erba       | André Sá       | Pablo Cuevas David Marrero              | 6-2, 7-5               |
| 5. | 16 luglio 2016 | Hall of Fame Tennis Championships, Newport (3) | Erba       | Samuel Groth   | Jonathan Marray Adil Shamasdin          | 6-4, 6–3               |

#### Finali perse (7)
| Legenda                                           |
| ------------------------------------------------- |
| Grande Slam (0)                                   |
| ATP World Tour Finals (0)                         |
| ATP Masters 1000 (0)                              |
| ATP World Tour 500 (1)                            |
| ATP International Series / ATP World Tour 250 (6) |

| N. | Data              | Torneo                             | Superficie  | Compagno        | Avversari in finale                 | Punteggio           |
| 1. | 6 gennaio 2008    | Adelaide International, Adelaide   | Cemento     | Robert Smeets   | Martín García Marcelo Melo          | 3-6, 6-3, [7-10]    |
| 2. | 28 settembre 2014 | Shenzhen Open, Shenzhen (1)        | Cemento (i) | Samuel Groth    | Jean-Julien Rojer Horia Tecău       | 4-6, 6(4)–7         |
| 3. | 19 ottobre 2014   | Kremlin Cup, Mosca                 | Cemento (i) | Samuel Groth    | František Čermák Jiří Veselý        | 6(2)–7, 5-7         |
| 4. | 28 settembre 2014 | Shenzhen Open, Shenzhen (2)        | Cemento (i) | André Sá        | Jonathan Erlich Colin Fleming       | 1-6, 7–6(3), [6-10] |
| 5. | 10 gennaio 2016   | Brisbane International, Brisbane   | Cemento (i) | James Duckworth | Henri Kontinen John Peers           | 6(4)–7, 1-6         |
| 6. | 25 aprile 2016    | Romanian Open, Bucarest            | Terra rossa | André Sá        | Florin Mergea Horia Tecău           | 5-7, 4-6            |
| 7. | 19 giugno 2016    | Queen's Club Championships, Londra | Erba        | André Sá        | Pierre-Hugues Herbert Nicolas Mahut | 3-6, 6(5)–7         |